# Jettebruch
Jettebruch è una frazione (Ortsteil) della città di Bad Fallingbostel, nel land della Bassa Sassonia, in Germania.

## Storia
Già comune autonomo nel circondario di Fallingbostel, fu soppresso e incorporato a Fallingbostel (poi ridenominato Bad Fallingbostel) il 1º marzo 1974.